# 47473 Lorenzopinna
47473 Lorenzopinna este o planetă minoră (asteroid) din centura de asteroizi. A fost descoperită pe 1 ianuarie 2000 la osservatorio astronomico della Montagna Pistoiese⁠(d) de Maura Tombelli⁠(d). 
Obiectul prezintă o orbită caracterizată de o semiaxă mare de 2,3519966090839 UAi, o excentricitate de 0,2067247813583, o înclinație de 3,4124388967655 ° în raport cu ecliptica.